# Capela do Senhor dos Mareantes

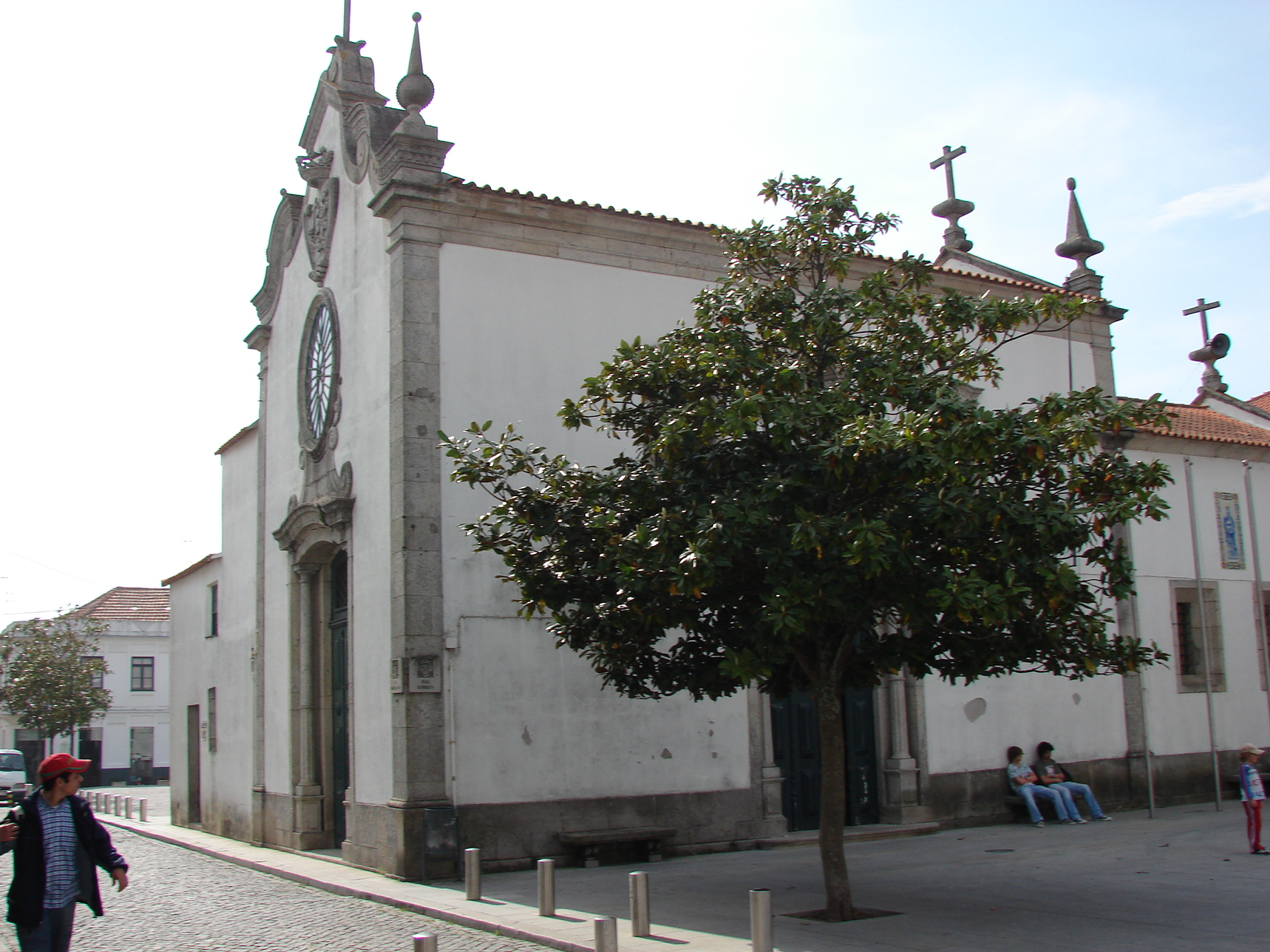
Capela do Senhor dos Mareantes

A Capela do Senhor dos Mareantes, do século XVI/XVII, faz actualmente parte da Igreja da Misericórdia de Esposende, conjunto que foi declarado imóvel de interesse público pelo Decreto Lei nº 735/74.
Ao conjunto preside no altar moderno, em forma de sepulcro, onde se destaca uma imagem de Cristo Crucificado sobre um fundo esculturado em talha que representa Jerusalém. Ao lado da Cruz estão as imagens da “Mater Dolorosa” e de S. João Evangelista. Em nichos, dois de cada lado, estão representados os quatro grandes sacerdotes da antiga lei: rei David, Aarão (irmão de Moisés), Moisés, Melquisedeque.
Na parede lateral, lado sul, em painéis a óleo sobre madeira estão representados a Coroação de Espinhos, o “Ecce Homo” apresentado por Pilatos e uma das quedas a caminho do Calvário. Deste mesmo lado há ainda um retábulo de madeira, em baixo relevo policromado, que representa o encontro de Cristo com Zaqueu. Na parede oposta, lado norte, há três pinturas a óleo representando a Flagelação, a Prisão e a Agonia no Horto. Sobre ele um outro retábulo, semelhante ao anterior, que representa o encontro de Jesus com a Samaritana junto ao poço de Jacob. O rodapé das paredes está revestido a azulejos relevados, de azul e branco, com motivos vegetais dos finais do século passado. Da mesma altura é o mosaico que reveste o chão.
O tecto, em abóbada, revestido a caixotões de madeira, em talha policromada, onde estão representados os doze Profetas Messiânicos dispostos em três séries e em grupos de quatro. O primeiro grupo, a contar da entrada, é composto por Oseias, Joel, Amós e Miqueias. O segundo, ao centro, é formado por Isaías, Nahum, Jeremias e Esequiel. Do terceiro fazem parte Daniel, Ageu, Zacarias e Malaquias.
.